# Église Saint-Michel d'Engolasters
L'église Saint-Michel (catalan : església de Sant Miquel) est une église romane, située dans le village d'Engolasters au sein de la paroisse d'Escaldes-Engordany, en Andorre.
L'église a été construite au XIIe siècle et se distingue par ses fresques mais également par son clocher haut de 17 m.
Elle est classée édifice protégé d'Andorre.

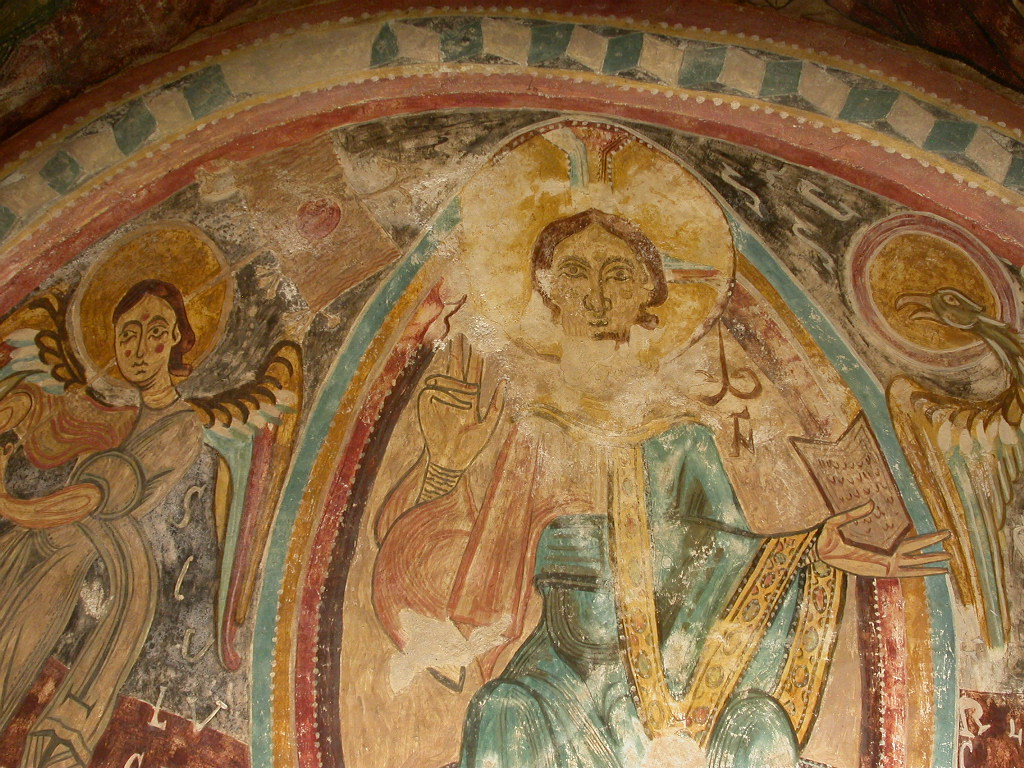
Fresque à l'intérieur de l'église.
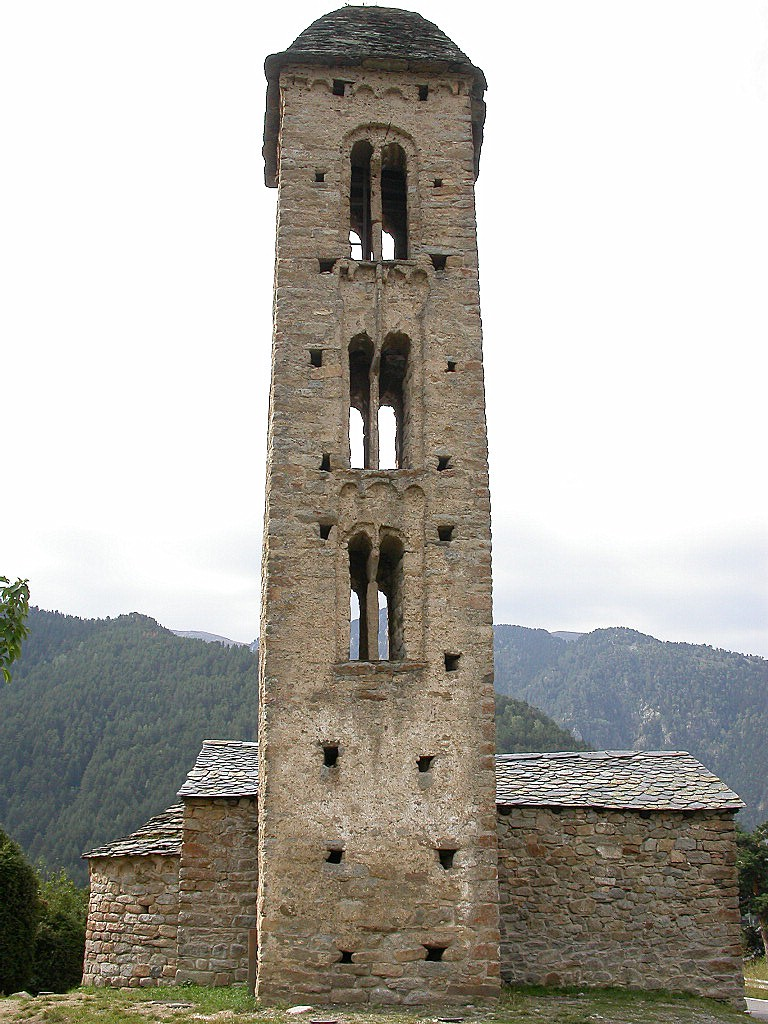
Clocher de l'église.